# Paul Eisenschneider
Paul Eisenschneider (* 5. Mai 1901 in Fischbach; † 19. April 1944  im KZ Mauthausen) war ein deutscher Kommunist und Widerstandskämpfer gegen den Nationalsozialismus.

## Leben
Paul Eisenschneider wuchs in einer Lehrerfamilie auf. Nach dem Besuch der Volksschule und des Göttenbach-Gymnasium in Idar-Oberstein meldete er sich 1917 als Einjährig-Freiwilliger zur Kaiserlichen Marine. Er gehörte zu den Teilnehmern am Kieler Matrosenaufstand 1918. Im März 1920 nahm er am Widerstand gegen den Kapp-Putsch teil. Später machte er eine Ausbildung zum Edelsteinschleifer. Er wurde Mitglied der USPD und trat 1922 in die KPD ein, für die er in den Gemeinderat einzog. Da Eisenschneider aufgrund seiner politischen Aktivitäten bald keine Beschäftigung mehr in seinem Beruf fand, wurde er als Hilfsarbeiter auf Baustellen, im Steinbruch und im Bergbau tätig.
1923 heiratete er Ella Korb, die Tochter seines Lehrmeisters. 1927 übernahm er die Leitung der KPD-Organisation in seinem Heimatort. Nach einem Lehrgang an der Reichsparteischule der KPD „Rosa-Luxemburg“ in Fichtenau wurde er 1931 Mitglied der KPD-Bezirksleitung Rhein-Saar und Leiter des KPD-Unterbezirks Birkenfeld.
Weil er sich schon früh mit dem Nationalsozialismus auseinandersetzte, musste er bereits Ende 1932 nach dem Wahlsieg und der Regierungsübernahme der NSDAP in dem oldenburgischen Landesteil Birkenfeld diesen verlassen und in das nahegelegene Saargebiet übersiedeln, das damals noch autonom war. Von dort aus nahm er am Widerstand gegen die NS-Diktatur regen Anteil. Er organisierte vom Saargebiet aus den Transport der KPD-Zeitungen Rote Fahne und Junge Garde sowie von Broschüren und anderem antifaschistischem Informationsmaterial ins „Reichsgebiet“. Um seiner habhaft zu werden, wurde bei einer Haussuchung am 7. März 1933 seine Ehefrau von SA- und „Stahlhelm“-Leuten so schwer misshandelt, dass sie zum Krüppel wurde. Die Familie emigrierte danach in die Sowjetunion, um eine weitere Gefährdung zu verhindern. Paul Eisenschneider besuchte von 1934 bis 1936 die Internationale Lenin-Schule in Moskau.
Nach diesem Lehrgang arbeitete Paul Eisenschneider ab März 1936 als Gebietsinstrukteur für Essen-Gelsenkirchen im Auftrag des Zentralkomitees der KPD bei der Abschnittsleitung West in Amsterdam. Er half dabei, den Widerstand im Ruhrgebiet zu organisieren. Von Essen aus versuchte er die Beschlüsse der Brüsseler Konferenz der KPD von 1935, an der er wahrscheinlich teilgenommen hatte, zur Bildung einer Einheitsfront mit sozialdemokratischen und christlichen Nazi-Gegnern umzusetzen. Seine Aufgabe war es, politischen Widerstand zu organisieren und Kontakte zwischen SPD, KPD und SAP aufrechtzuerhalten. Nach der Verhaftung von Gerhard Jurr im Mai 1936 übernahm er außerdem die Funktion des Instrukteurs für die Bochumer KPD-Parteizelle um Karl Springer.
Am 15. September 1936 wurde Eisenschneider in Bochum verhaftet und am 24. Mai 1937 vom 2. Senat des Volksgerichtshof „wegen Vorbereitung zum Hochverrat unter erschwerenden Umständen“ zu einer lebenslänglichen Zuchthausstrafe verurteilt.
Bis 1943 blieb Eisenschneider im Zuchthaus Münster, dann wurde er in das KZ Mauthausen verlegt. Nach Mitteilung der Lagerverwaltung starb Paul Eisenschneider am 19. April 1944 an Herz- und Kreislaufschwäche. Nach Literaturangaben, die sich auf Aussagen von Mithäftlingen stützen, soll Paul Eisenschneider von SS-Leuten im Zementstollen des Konzentrationslagers ermordet worden sein.
Seine Tochter Elvira Eisenschneider wurde 1944 im KZ Sachsenhausen ermordet.

## Gedenken

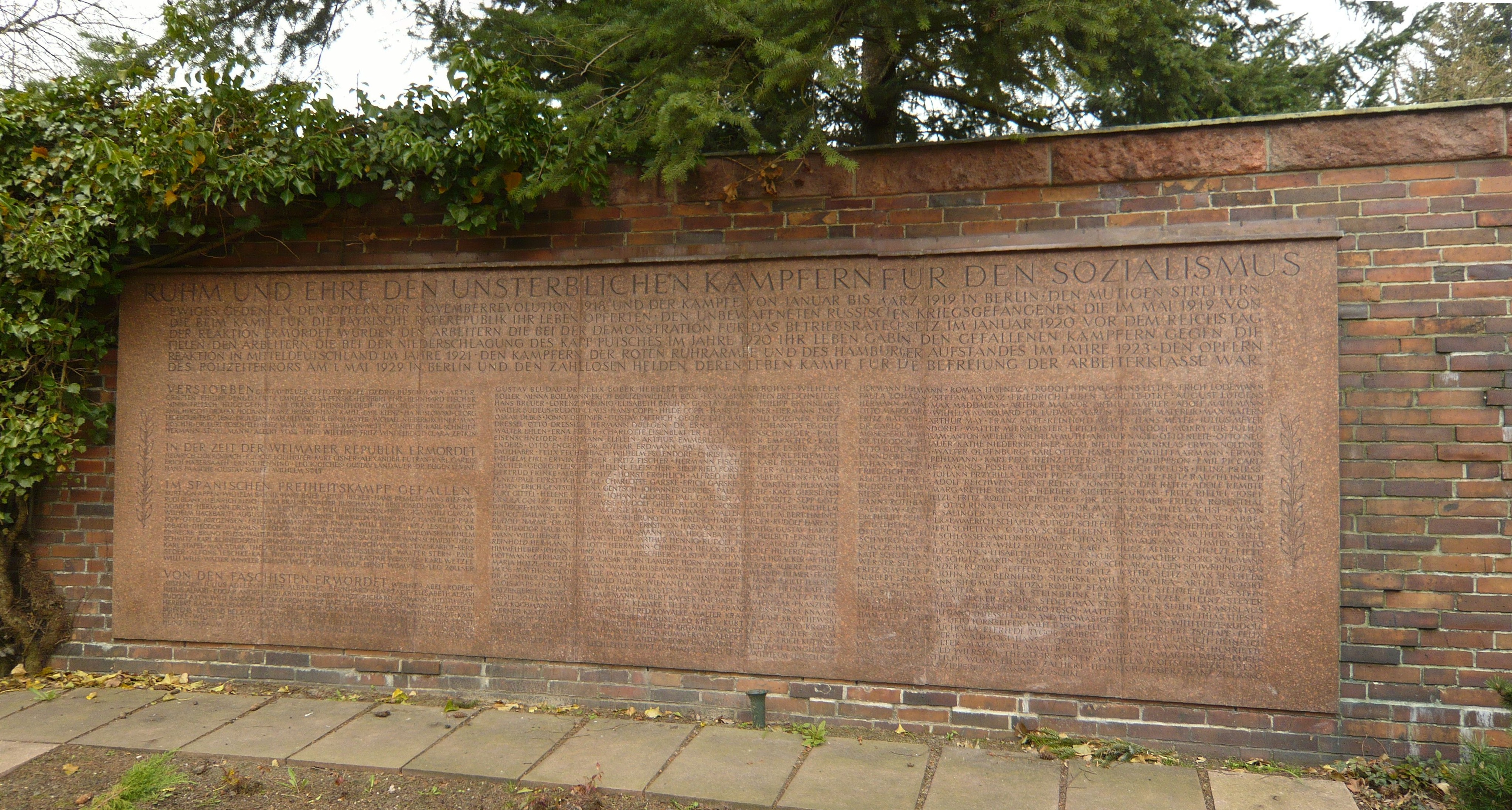
Große Gedenktafel an der Ringmauer. In der Originalgröße sind die Namen von Paul und Elvira Eisenschneider in der zweiten Spalte von links, Zeilen 7 und 8 lesbar.

Die Namen von Paul Eisenschneider und seiner Tochter Elvira Eisenschneider sind auf der großen Gedenktafel der Gedenkstätte der Sozialisten auf dem Berliner Zentralfriedhof Friedrichsfelde im Stadtteil Lichtenberg eingraviert.
In Dranske auf der Insel Rügen ist eine Straße nach Paul Eisenschneider benannt.
Nach Paul Eisenschneider wurden zwei Schiffe der Volksmarine benannt:
- ein Flugkörperschnellboot aus dem Projekt 205 (Osa-Klasse), Bau-Nummer 205/06, Kennzeichen 713; es wurde am 16. Oktober 1964 in Dienst gestellt und nach der Außerdienststellung am 4. November 1981 verschrottet;
- ein Raketenschnellboot Dienstnummer VM 574 der Volksmarine (Tarantul-Klasse); es wurde am 12. Februar 1986 in Dienst gestellt und nach der Außerdienststellung am 3. Oktober 1990 verschrottet.